# Platenpalet
Platenpalet was een radioprogramma bij de zeezender Radio Veronica. Het programma, dat van 1962 tot 1964 werd uitgezonden, werd onder meer gepresenteerd door Pierre van Ostade, Joost den Draaijer en Jan van Veen. Het programma duurde over het algemeen slechts een kwartier.